# Nina Simone and Piano
Nina Simone and Piano från 1969 är ett musikalbum med Nina Simone. Simone medverkar ensam på albumet som fick goda recensioner men sålde dåligt.

## Låtlista
1. Seems I'm Never Tired Lovin' You (Carolyn Franklin) – 3:02
2. Nobody's Fault But Mine (Nina Simone) – 3:00
3. I Think it's Going to Rain Today (Randy Newman) – 3:20
4. Everyone's Gone to the Moon (Kenneth King) – 3:06
5. Compensation (Nina Simone/Paul Laurence Dunbar) – 1:36
6. Who Am I? (Leonard Bernstein) – 4:11
7. Another Spring (Angelo Badalamenti/Gordon Clifford) – 3:31
8. The Human Touch (Charles Reuben) – 2:09
9. I Get Along Without You Very Well (Hoagy Carmichael) – 4:51
10. The Desperate Ones (Jacques Brel/Eric Blau/Gérard Jouannest/Mort Shuman) – 4:43

## Musiker
- Nina Simone – sång, piano